# دسته-آ ۲۰۰۶
آمار مرتبط با لیگ دسته-آ بوتان در فصل سال ۲۰۰۶.

## بررسی اجمالی
باشگاه فوتبال ترانسپورت یونایتد برنده این دوره از مسابقات شد.